# Yllenus coreanus
Yllenus coreanus là một loài nhện trong họ Salticidae.
Loài này thuộc chi Yllenus. Yllenus coreanus được Jerzy Prószyński miêu tả năm 1968.